# Haruka Shiraishi
Haruka Shiraishi (jap. 白石 晴香 Shiraishi Haruka, ur. 8 kwietnia 1995 w Tokio) – japońska aktorka i seiyū.

## Role

### Filmy i seriale animowane
- Makowe wzgórze (2011) – Sora Matsuzaki[2]
- Marnie. Przyjaciółka ze snów (2014) – Miyoko[3]
- Mushishi: Zoku-Shō (2014) – Masumi[4]
- Ronja, córka zbójnika (2014) – Ronja[5]
- Cyborg 009 vs. Devilman (2015) – Cyborg 001 / Ivan Whisky[6]
- Himōto! Umaru-chan (2015) – Kirie Motoba[7]
- Anne Happy (2016) – Ruri „Hibari” Hibarigaoka[8]
- Centaur no nayami (2017) – Kyōko Naraku[9]
- Tsuki ga kirei (2017) – Aoi Takizawa[10]
- A.I.C.O. Incarnation (2018) – Aiko Tachibana[11]
- Golden Kamuy (2018) – Asirpa[12]
- Bokutachi wa benkyō ga dekinai (2019) – Fumino Furuhashi[13]
- Odrodzony jako galareta (2019) – Alice[14]
- High-Rise Invasion (2021) – Yuri Honjō[15]
- Akebi-chan no Sailor-fuku (2022) – Mai Togano[16]
- Kage no jitsuryokusha ni naritakute! (2022) – Rose Oriana[17]
- Dead Mount Death Play (2023) – Saki Aikawa[18]
- Otonari no tenshi-sama ni itsunomanika dame ningen ni sareteita ken (2023) – Chitose Shirakawa[19]

### Dubbing
- Znajdź mnie w Paryżu (2018) – Thea Raphael
- Enola Holmes (2020) – Enola Holmes